# Anta
Anta ist die portugiesische Bezeichnung für etwa 5000 Megalithanlagen, die während des Neolithikums im Westen der Iberischen Halbinsel von den Nachfolgern der Cardial- oder Impressokultur errichtet wurden. Auch andere volkstümliche Begriffe wie Arcas, Orcas oder Lapas ersetzen in Portugal in der Regel den Begriff Dolmen. Völlig gleichartige Anlagen werden in Spanien in der Regel als Dolmen bezeichnet (in Galicien mitunter auch als Anta). Neolithische Monumente sind Ausdruck der Kultur und Ideologie neolithischer Gesellschaften. Ihre Entstehung und Funktion gelten als Kennzeichen der sozialen Entwicklung.

## Aufbau
Antas sind oval-polygonale Dolmen, deren Tragsteine leicht nach innen geneigt sind, während die oft einzige Deckenplatte zumeist leicht nach vorne geneigt ist und von dem meist besonders breiten „Stirnstein“ (gegenüber dem Gang; am Ende der Kammer) und den beiden Steinen am Zugang getragen wird. Sie waren einst von heute zumeist abgetragenen Erdhügeln bedeckt, durch die ein niedriger, gedeckter mitunter gegliederter Gang zur Kammer führte. Die Gänge sind kaum mehr oder nur noch bruchstückhaft vorhanden. Vor dem äußeren Ende des Ganges findet sich mitunter noch der runde plattierte Vorplatz, der hier Atrium genannt wird.

### Gliederung
Die Kammer der meisten Antas hat ihre größte Ausdehnung in Verlängerung des Ganges so genannter „Langkammern“, einige sind dagegen „Breitkammern“. Deren längste Seite liegt quer zum Gang. Bei einigen Antas waren keine Gänge nachzuweisen.

Antas
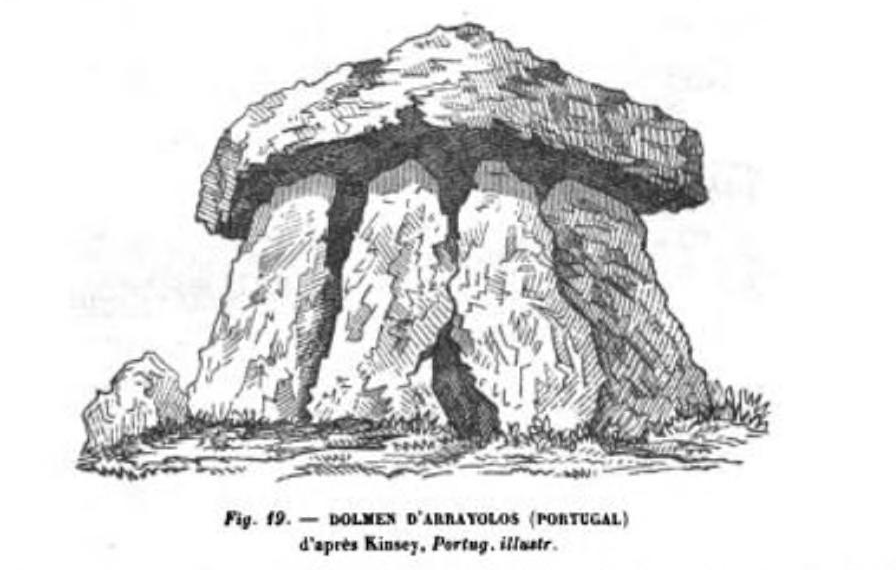
Arrayolos
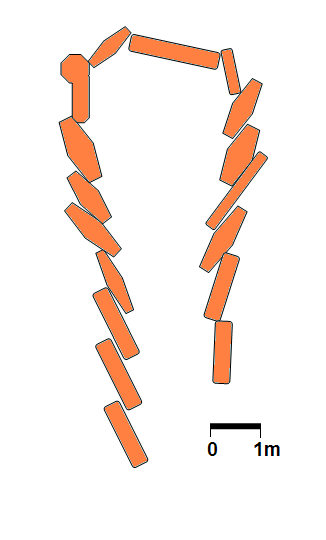
Grundriss einer „langkammerigen“ Anta
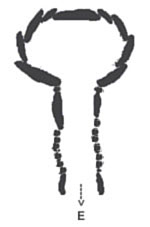
Grundriss „breitkammerige“ Anta
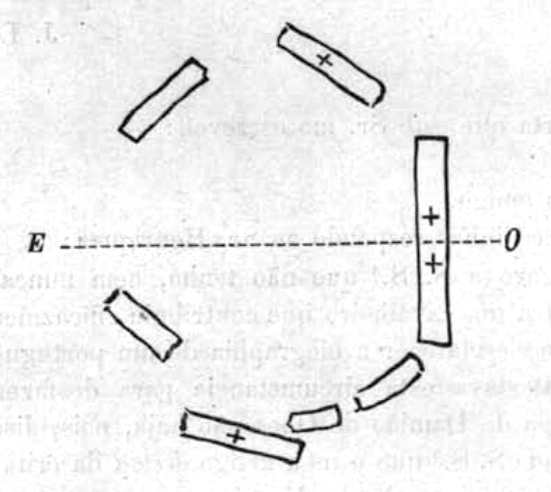
Grundriss „breitkammerige“ Anta – Sirnstein rechts
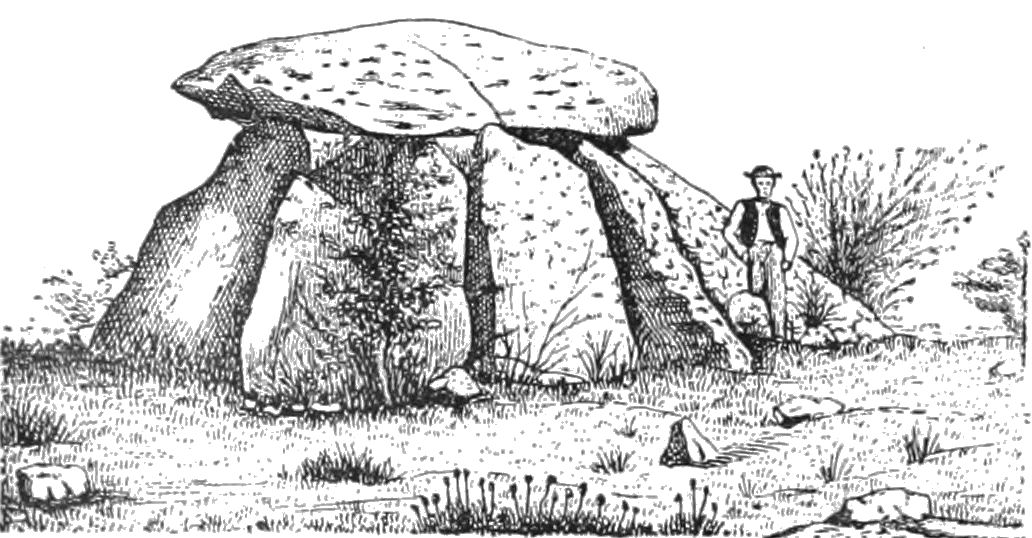
Anta von Paredes
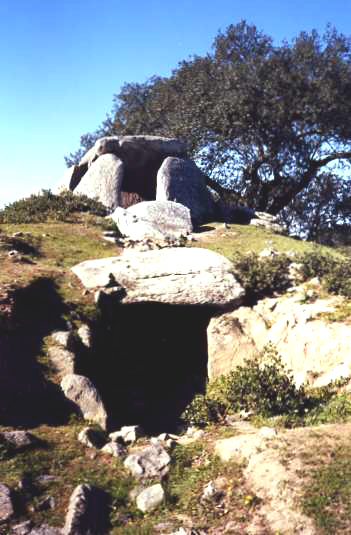
Anta da Igreja, im Vordergrund der Zugang
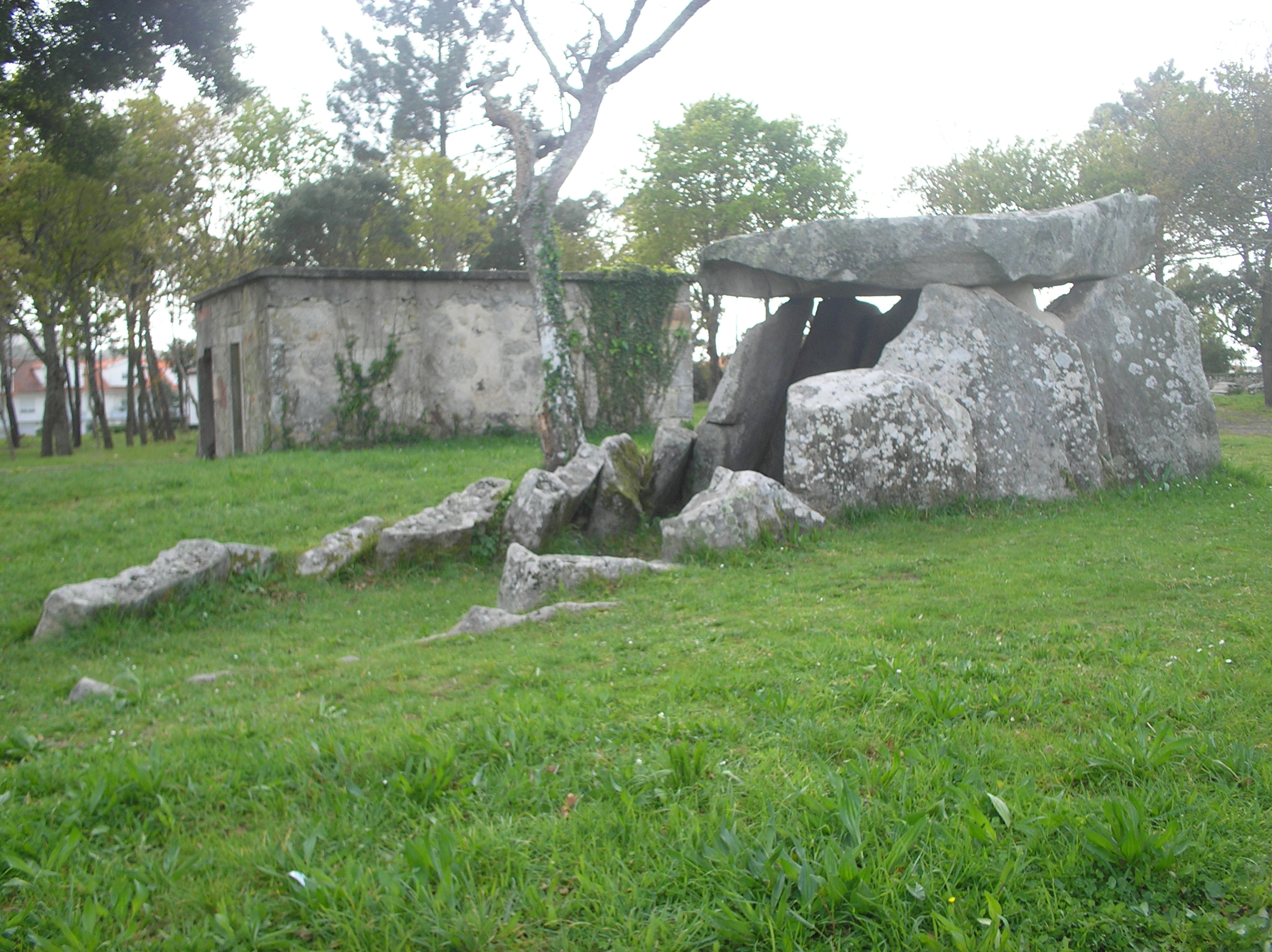
Anta Dólmen da Barrosa
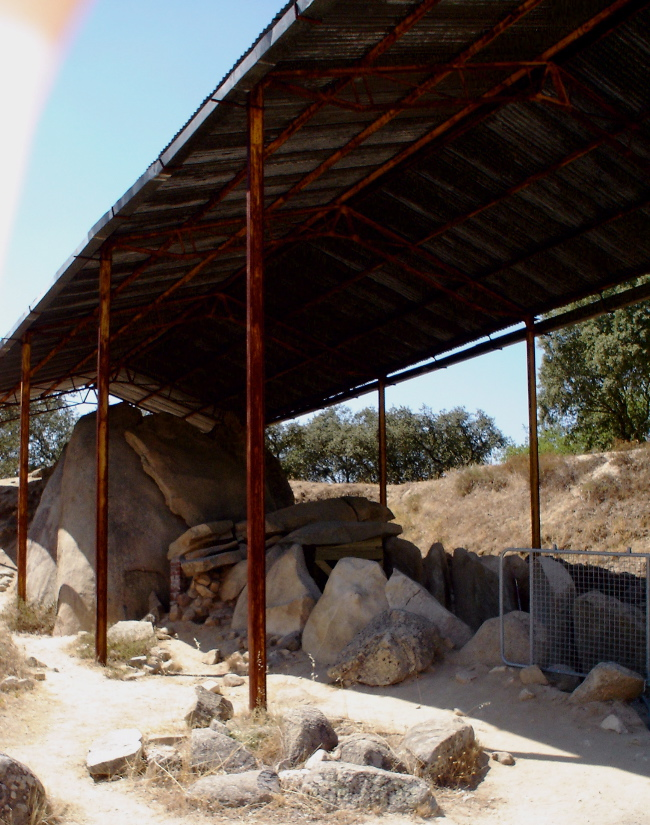
Anta Grande do Zambujeiro
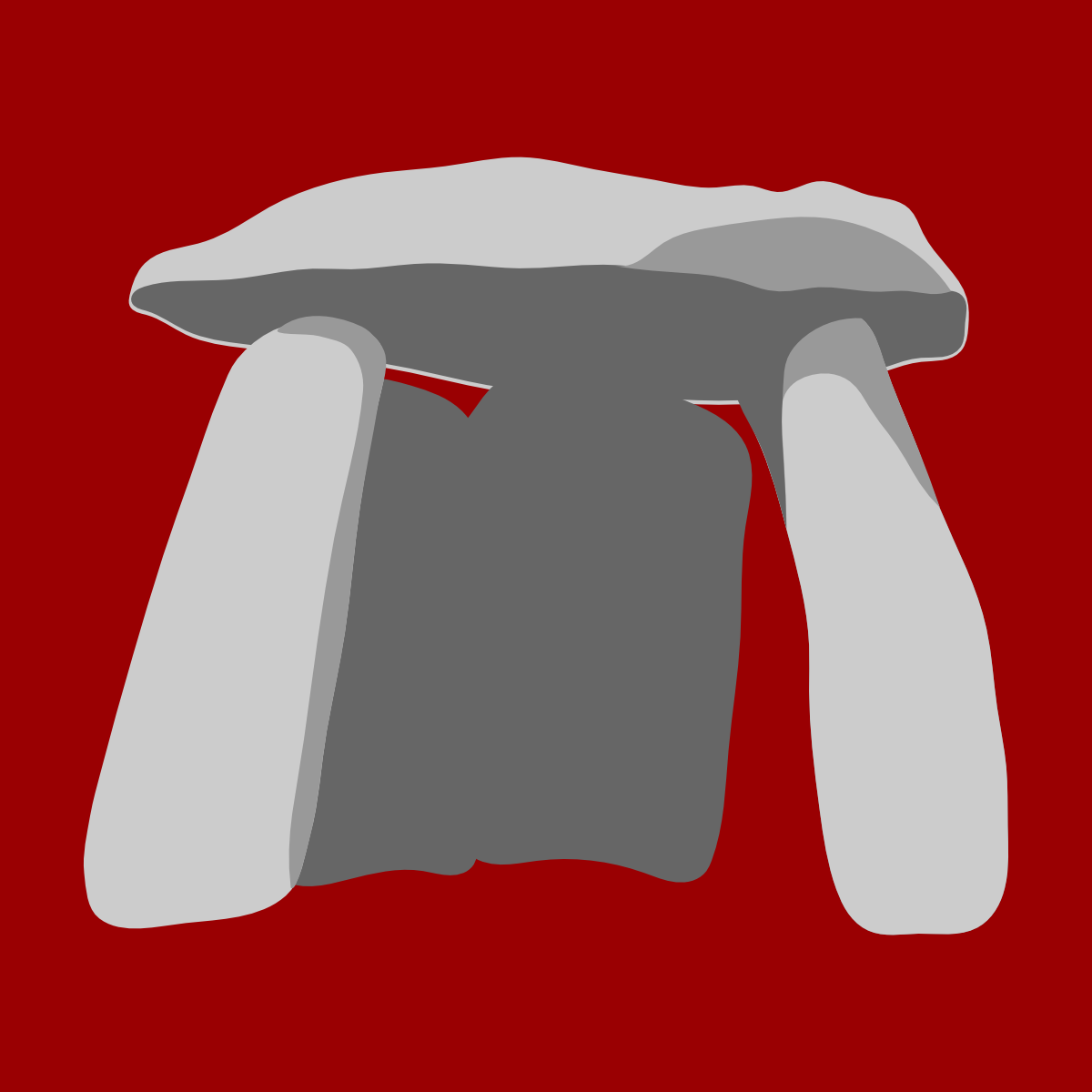
Schema halbierte Anta
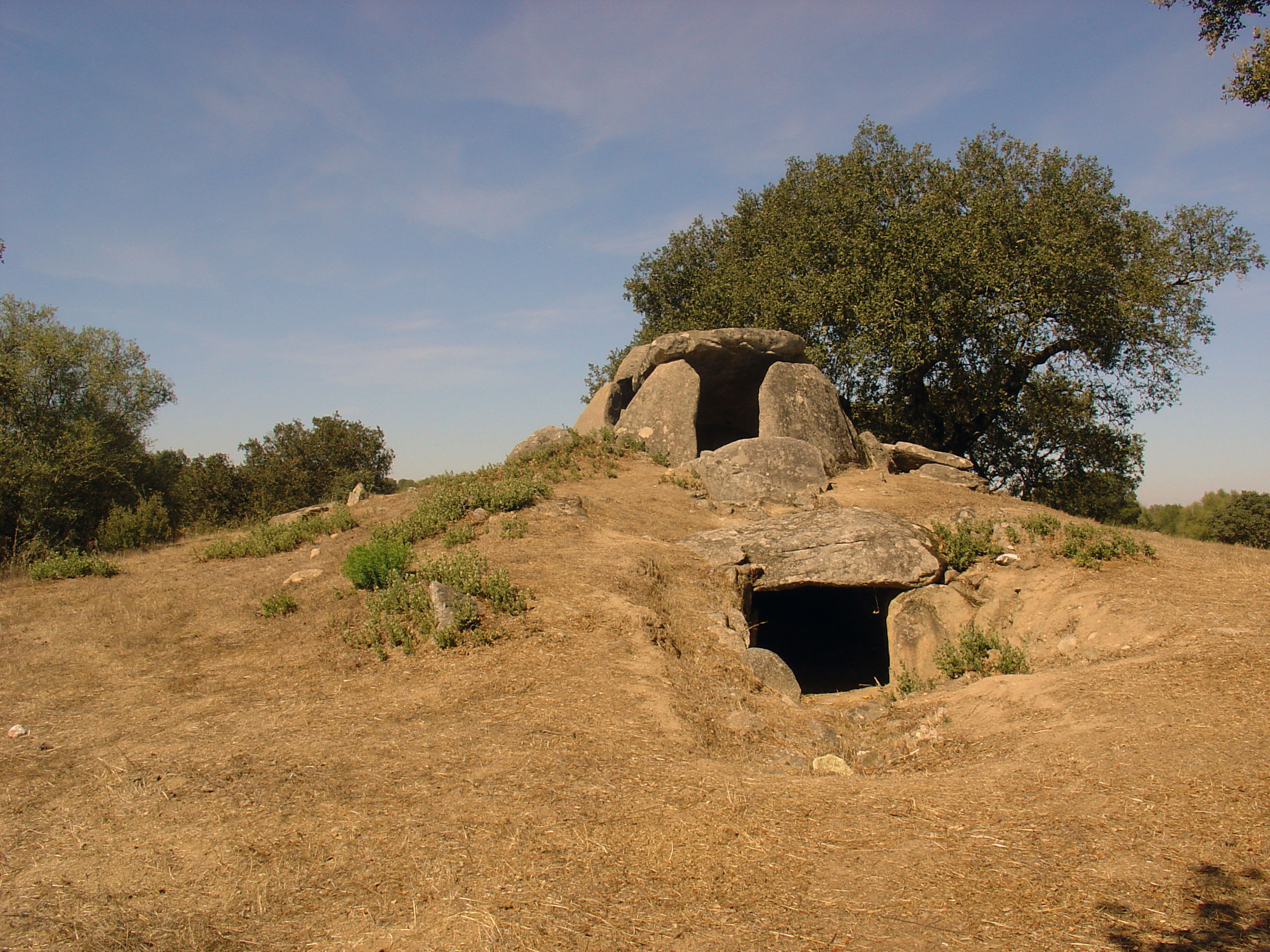
Anta São Geraldo

## Baumaterial
Bei der Entnahme von Rohlingen für Deck- und Tragsteine wurde eine fachmännische Auswahl getroffen die eine Bearbeitung weitgehend erübrigte. Dies lassen die Formen der von Plutoniten (vor allem Tonalite, Granodiorite und Granite) entnommenen Steine erkennen. So zeigen Deckplatten kleinerer bis mittlerer Größe sehr häufig eine mehr oder weniger ebene, als Kluftfläche kennbare Unterseite und eine konvexe Oberseite, die aufgrund ihrer Anwitterung deutlich als ehemalige Felsoberfläche erkennbar ist. Eine solche auf einer Kuppe liegende Platte wurde also parallel zur Felsoberfläche an der natürlichen Kluft gelöst. Planparallele Decksteine können oberflächenparallel entnommen worden sein. Bei entsprechender Ausbildung der Schmalseiten – zu einem großen Teil in die gleiche Richtung abgeschrägt – wird dies deutlich.
Auch bei Tragsteinen sind aufgrund ihrer Form, z. B. plankonvex oder planparallel mit rechtwinkeliger oder schräger Schmalseite, die gleichen Aussagen zur Entnahmepraxis möglich. Sichere Hinweise auf Bearbeitung wurden selten beobachtet. Die Tragsteine von Fonte da Malga und einzelne Blöcke der Monumente von Cota und Barro zeigen allerdings Bearbeitungsspuren.

## Lage
Antas liegen an Bächen auf weiten Hochflächen oder auf kleinen Anhöhen.
Weitestgehend erhalten sind:
- Anta da Arquinha da Moura (Viseu)
- Anta de Pendilhe (Viseu)
- Anta Grande do Zambujeiro (Évora)
- Anta pintada de Antelas (Viseu)
- Fiães da Telha (Viseu)
- Comenda da Igreja (Évora)

Die größten Antas sind die zu National-Denkmälern erklärten Anta Grande do Zambujeiro südwestlich von Évora und „Carapito I“ oder „Casa da Moura“ (Haus der Maurin) nordwestlich von Guarda in der Beira Interior Norte. Die dichtesten Verbreitungen vorzeitlicher Monumente finden sich in Portugal in folgenden Gebieten:
- bei Alcalar
- bei Braga
- um Évora
- um Viseu
- westlich von Lissabon

### Andere Anlagen in Portugal
Außer den Dolmen gibt es in Portugal auch Felskuppel- und Kuppelgräber, Mamoas (im Norden), Ganggräber wie Chã da Parada sowie ganglose polygonale (Cabeço da Arruda) oder rechteckige Anlagen.

### Christianisierte Megalithmonumente
- Anta von Pavia
- Santa Maria Madalena (Alcobertas)
- São Brissos

## Deutung
Antas wurden im Altertum als Altäre angesehen, die Skelettfunde wurden als Menschenopfer gedeutet. Einige größere Antas, wie São Brissos bei Escoural und São Dionisio mitten in Pavia (Portugal) im Alentejo wurden zu christlichen Kapellen oder Eremitagen umgebaut. In Kirchen integriert wurden Alcobertas in die „Igreja Matriz“ bei Santarém und Nossa Senhora do Monte bei Penedono (Viseu). Auch die unmittelbare Nachbarschaft von Anta (oder Menhir) und Kirche ist gegeben, etwa in São Bartolomeu do Mar, Anta 1 von Saragonheiros, São Gens I und São Fausto.